# Poliopsis lacazei
Poliopsis lacazei  (лат.) — вид невооружённых немертин из семейства Valenciniidae, выделяемый в монотипический род Poliopsis. Некоторые исследователи рассматривают вид в составе собственного семейства Poliopsiidae. Представители обитают в морских водах от литорали и до глубин 200 м; отмечены на Британских островах, побережье Франции, в Средиземноморье, а также в Индийском океане (Маврикий) и Тихом океане (побережье Чили). Видовое название дано в честь французского Анри Лаказа-Дютье.

## Строение
Обладают двумя непарными головными щелями (расположены на брюшной и спинной сторонах головы). Хобот без наружной кольцевой мускулатуры. Poliopsis lacazei обладают уникальной для гетеронемертин особенностью: боковые нервные стволы погружены под наружную кольцевую мускулатуру. 